# Bisdom Haderslev

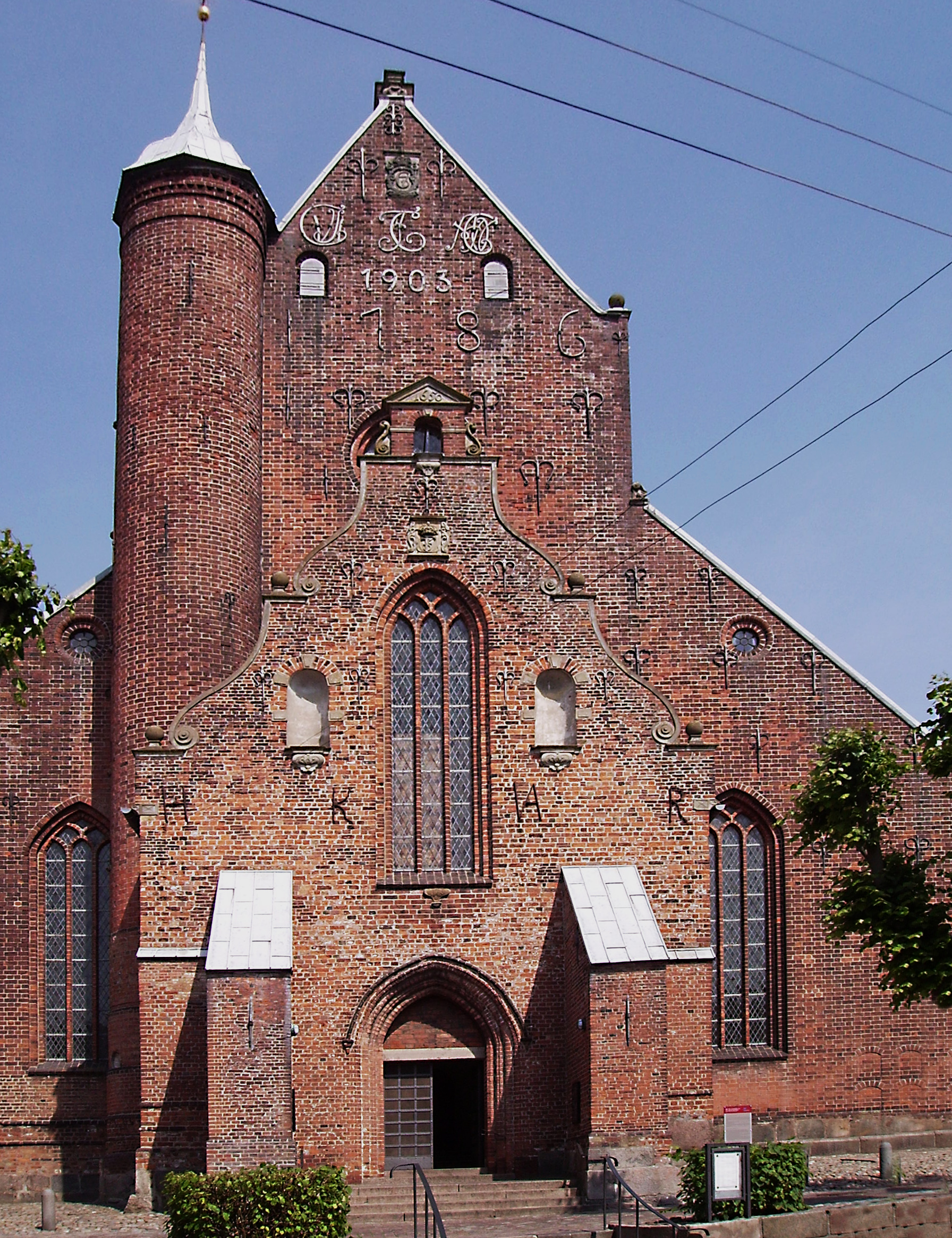
de Domkerk van Haderslev

Bisdom Haderslev is een bisdom van de Deense Volkskerk in Denemarken. Het bisdom werd in 1922 opgericht. Kathedraal van het bisdom is de  middeleeuwse Mariakerk.
Het ontstaan van Haderslev was indirect het gevolg van de terugkeer van delen van het hertogdom Sleeswijk in Denemarken na het referendum van 1920. Het bisdom Sleeswijk omvatte oorspronkelijk ook het huidige zuiden van Denemarken, in Duitsland meestal aangeduid met Noord-Sleeswijk, in Denemarken met Zuid-Jutland. Na de aansluiting van het gebied bij Denemarken werd hier de voertaal Deens. Het Deense bisdom in Haderslev is ook verantwoordelijk voor de 30 gemeenten van de kerk van de Deenstalige minderheid in Sleeswijk-Holstein: Dansk Kirke i Sydslesvig.

## Statistieken bisdom
- 457.000 inwoners
- 186 kerken
- 176 parochies
- 7 proosdijen
- 205 priesters

## Proosdijen
- Aabenraa Provsti
- Fredericia Provsti
- Haderslev Domprovsti
- Hedensted Provsti
- Kolding Provsti
- Sønderborg Provsti
- Vejle Provsti

De proosdijen zijn verder onderverdeeld in sogns (parochies), zie Lijst van parochies in het bisdom Haderslev.